# ISO 3166-2:IS
ISO 3166-2:IS es la identificación reservada para las subdivisiones principales de Islandia, definidas según la norma ISO 3166-2, publicada por la Organización Internacional para Estandarización (ISO), la cual define códigos para los nombres de todos los países en la ISO 3166-1.
En la actualidad, los códigos ISO 3166-2 para Islandia se definen en 8 regiones y 70 municipios.
Cada código consta de dos partes, separadas por un guion. La primera parte es IS, el código ISO 3166-1 alfa-2 para Islandia y la segunda parte es una cifra (1–8) para regiones o tres letras para municipios.

## Códigos actuales
Los nombres de subdivisiones se listan como aparecen en la norma ISO 3166-2 publicada por la Agencia de Mantenimiento de ISO 3166 (ISO 3166/MA).

Mapa de las regiones islandesas

### Regiones
| Código | Nombre de la subdivisión (is) | Nombre de la subdivisión (es) |
| ------ | ----------------------------- | ----------------------------- |
| IS-1   | Höfuðborgarsvæði              | Distrito de la capital        |
| IS-2   | Suðurnes                      | Suroccidental                 |
| IS-3   | Vesturland                    | Occidental                    |
| IS-4   | Vestfirðir                    | Fiordos occidentales          |
| IS-5   | Norðurland vestra             | Noroccidental                 |
| IS-6   | Norðurland eystra             | Nororiental                   |
| IS-7   | Austurland                    | Oriental                      |
| IS-8   | Suðurland                     | Meridional                    |

### Municipalidades
| Código | Nombre de la subdivisión (is) | Región |
| ------ | ----------------------------- | ------ |
| IS-AKH | Akrahreppur                   | 5      |
| IS-AKN | Akraneskaupstaður             | 3      |
| IS-AKU | Akureyri                      | 6      |
| IS-ARN | Árneshreppur                  | 4      |
| IS-ASA | Ásahreppur                    | 8      |
| IS-BFJ | Borgarfjarðarhreppur          | 7      |
| IS-BLA | Bláskógabyggð                 | 8      |
| IS-BLO | Blönduósbær                   | 5      |
| IS-BOG | Borgarbyggð                   | 3      |
| IS-BOL | Bolungarvíkurkaupstaður       | 4      |
| IS-DAB | Dalabyggð                     | 3      |
| IS-DAV | Dalvíkurbyggð                 | 6      |
| IS-DJU | Djúpavogshreppur              | 7      |
| IS-EOM | Eyja- og Miklaholtshreppur    | 3      |
| IS-EYF | Eyjafjarðarsveit              | 6      |
| IS-FJD | Fjarðabyggð                   | 7      |
| IS-FJL | Fjallabyggð                   | 6      |
| IS-FLA | Flóahreppur                   | 8      |
| IS-FLD | Fljótsdalshérað               | 7      |
| IS-FLR | Fljótsdalshreppur             | 7      |
| IS-GAR | Garðabær                      | 1      |
| IS-GOG | Grímsnes- og Grafningshreppur | 8      |
| IS-GRN | Grindavíkurbær                | 2      |
| IS-GRU | Grundarfjarðarbær             | 3      |
| IS-GRY | Grýtubakkahreppur             | 6      |
| IS-HAF | Hafnarfjarðarkaupstaður       | 1      |
| IS-HEL | Helgafellssveit               | 3      |
| IS-HRG | Hörgársveit                   | 6      |
| IS-HRU | Hrunamannahreppur             | 8      |
| IS-HUT | Húnavatnshreppur              | 5      |
| IS-HUV | Húnaþing vestra               | 5      |
| IS-HVA | Hvalfjarðarsveit              | 3      |
| IS-HVE | Hveragerðisbær                | 8      |
| IS-ISA | Ísafjarðarbær                 | 4      |
| IS-KAL | Kaldrananeshreppur            | 4      |
| IS-KJO | Kjósarhreppur                 | 1      |
| IS-KOP | Kópavogsbær                   | 1      |
| IS-LAN | Langanesbyggð                 | 6      |
| IS-MOS | Mosfellsbær                   | 1      |
| IS-MYR | Mýrdalshreppur                | 8      |
| IS-NOR | Norðurþing                    | 6      |
| IS-RGE | Rangárþing eystra             | 8      |
| IS-RGY | Rangárþing ytra               | 8      |
| IS-RHH | Reykhólahreppur               | 4      |
| IS-RKN | Reykjanesbær                  | 2      |
| IS-RKV | Reykjavíkurborg               | 1      |
| IS-SBH | Svalbarðshreppur              | 6      |
| IS-SBT | Svalbarðsstrandarhreppur      | 6      |
| IS-SDN | Suðurnesjabær                 | 2      |
| IS-SDV | Súðavíkurhreppur              | 4      |
| IS-SEL | Seltjarnarnesbær              | 1      |
| IS-SEY | Seyðisfjarðarkaupstaður       | 7      |
| IS-SFA | Sveitarfélagið Árborg         | 8      |
| IS-SHF | Sveitarfélagið Hornafjörður   | 7      |
| IS-SKF | Skaftárhreppur                | 8      |
| IS-SKG | Skagabyggð                    | 5      |
| IS-SKO | Skorradalshreppur             | 3      |
| IS-SKU | Skútustaðahreppur             | 6      |
| IS-SNF | Snæfellsbær                   | 3      |
| IS-SOG | Skeiða- og Gnúpverjahreppur   | 8      |
| IS-SOL | Sveitarfélagið Ölfus          | 8      |
| IS-SSF | Sveitarfélagið Skagafjörður   | 5      |
| IS-SSS | Sveitarfélagið Skagaströnd    | 5      |
| IS-STR | Strandabyggð                  | 4      |
| IS-STY | Stykkishólmsbær               | 3      |
| IS-SVG | Sveitarfélagið Vogar          | 2      |
| IS-TAL | Tálknafjarðarhreppur          | 4      |
| IS-THG | Þingeyjarsveit                | 6      |
| IS-TJO | Tjörneshreppur                | 6      |
| IS-VEM | Vestmannaeyjabær              | 8      |
| IS-VER | Vesturbyggð                   | 4      |
| IS-VOP | Vopnafjarðarhreppur           | 7      |

## Cambios
Los siguientes cambios para la entrada figuran en la lista del catálogo en línea del ISO:
| Fecha efectiva del cambio | Breve descripción del cambio (es) |
| ------------------------- | --- |
| 27/11/2015                | Se suprime la región IS-0 |
| 24/11/2020                | Se añade la categoría municipalidad; se añaden las municipalidades IS-AKH, IS-AKN, IS-AKU, IS-ARN, IS-ASA, IS-BFJ, IS-BLA, IS-BLO, IS-BOG, IS-BOL, IS-DAB, IS-DAV, IS-DJU, IS-EOM, IS-EYF, IS-FJD, IS-FJL, IS-FLA, IS-FLD, IS-FLR, IS-GAR, IS-GOG, IS-GRN, IS-GRU, IS-GRY, IS-HAF, IS-HEL, IS-HRG, IS-HRU, IS-HUT, IS-HUV, IS-HVA, IS-HVE, IS-ISA, IS-KAL, IS-KJO, IS-KOP, IS-LAN, IS-MOS, IS-MYR, IS-NOR, IS-RGE, IS-RGY, IS-RHH, IS-RHN, IS-RKV, IS-SBH, IS-SBT, IS-SDN, IS-SDV, IS-SEL, IS-SEY, IS-SFA, IS-SHF, IS-SKF, IS-SKG, IS-SKO, IS-SKU, IS-SNF, IS-SOG, IS-SOL, IS-SSF, IS-SSS, IS-STR, IS-STY, IS-SVG, IS-TAL, IS-THG, IS-TJO, IS-VEM, IS-VER, IS-VOP; Actualización de la lista fuente; Puesta al día de la fuente de códigos |
| 25/11/2021                | Se suprimen los municipios IS-BFJ, IS-DJU, IS-FLD, IS-SEY; Se añade el municipio IS-MUL; se actualiza la lista de origen |
| 29/11/2022                | Se suprimen los municipios IS-AKH, IS-BLO, IS-HEL, IS-HUT, IS-SBH, IS-SKU, IS-SSF; Se añaden los municipios IS-HUG, IS-SKR |